# 道特梅尔根
道特梅尔根是德国巴登-符腾堡州的一个市镇。总面积4.54平方公里，总人口396人，其中男性199人，女性197人（2011年12月31日），人口密度87人/平方公里。